# Солнечные продукты
«Со́лнечные проду́кты» — российская компания, владевшая тремя крупными масложировыми комбинатами, одна из структур саратовской финансово-промышленной группы «Букет» Владислава Бурова. В 2018 году права требования по долговым обязательствам, под которые компанией заложены основные производственные активы, выкуплены компанией «Русагро», предполагалась передача активов новому собственнику через банкротство предприятий.
По состоянию на 2018 год входила в тройку лидеров масложирового рынка России, в том числе по производству подсолнечного масла и майонеза, является крупнейшим в СНГ производителем хозяйственного мыла.

## Владельцы
Вячеслав Володин в конце 1990-х годов был одним из создателей холдинга «Солнечные продукты», владел блокирующим пакетом компании. Позже Володин пошёл в политику и в 2007 году он официально избавился от своей доли в компании. На 2017 год 100 % холдинга «Солнечные продукты» принадлежали президенту финансово-промышленной группы «Букет» — Владиславу Бурову.

## Производство
Компания управляла тремя крупными жировыми комбинатами — Московским, Новосибирским, Саратовским, также фирме принадлежали Аткарский маслоэкстракционный завод, комплекс «Волжский терминал» (включает речной порт в Затонском около Балакова и Балаковский маслоэкстракционный завод, перенёсший в 2015 году крупную аварию), «Элеваторхолдинг», объединяющий семь элеваторов, шесть из которых расположены в Саратовской области: Аркадакский, Балашовский, Калининский, Ртищевский, Самойловский и Хвалынский; два обособленных подразделения в посёлке Комсомольский и Петровске, а также Кущёвский филиал в Краснодарском крае и Шенталинский элеватор в Самарской области. Самым крупным является Калининский элеватор мощностью более 166 тыс. тонн.
Предприятия производят потребительскую и промышленную продукцию в товарных категориях: майонез, промышленные жиры и маргарины, потребительский маргарин и спреды, горчицу, салатные заправки, наливное и фасованное растительное масло, высокоолеиновое подсолнечное масло, туалетное и хозяйственное мыло. Основные торговые марки — майонезы «Московский Провансаль», «Саратовский провансаль», «Новосибирский провансаль», «Солнечная линия», маргарин «Жар-печка», спред «Россиянка», подсолнечное масло «Россиянка» и «Ярко», горчица «Столичная», салатные заправки «Я люблю готовить», профессиональные — Solpro и Grandpro.
За 2013 год предприятиями компании было произведено 832 тыс. тонн масложировой продукции, из них: 232 тыс. тонн маргаринов и жиров, 225 тыс. тонн растительного масла и 213 тыс. тонн шрота, 104 тыс. тонн майонеза. Совокупная выручка холдинга за 2012 год составила более 24 млрд руб.